# Taudactylus diurnus
A Taudactylus diurnus a kétéltűek (Amphibia) osztályának békák (Anura) rendjébe, a Myobatrachidae családba, azon belül a Taudactylus nembe tartozó faj.

## Előfordulása
Ausztrália endemikus faja. Queensland állam délkeleti részének három part menti hegyvonulatán, 300–800 m-es magasságon, széttagolt populációkban fordult elő. A faj előfordulási területe kevesebb mint 1000 km² volt.
Az 1970-es évek elején előfordulási területén viszonylag gyakorinak tartották, de 1979 óta nem észlelték a vadonban a faj felkutatására irányuló folyamatos erőfeszítések ellenére. A faj eltűnése három-négy év alatt következett be: 1975 végén tűnt el a D'Aguilar Range-ről, majd 1978 végén a Blackall Range-ről, végül 1979 elején a Conondale Range-ről. A populáció méretéről, szerkezetéről, genetikájáról vagy dinamikájáról nincs információ.

## Megjelenése
Kis termetű békafaj, testhossza elérheti a 3 cm-t. Háta szürke vagy sötétbarna, sötétebb foltokkal. A szemétől a válláig sötét csík húzódik. A vállak között gyakran van egy sötét, H alakú jel is, a szemek között pedig egy vízszintes csík. A hasa fehér, sötét árnyalatú szürkésbarna foltokkal; a hímek torka sötét árnyalatú. A hímek hangzsákja hiányzik, amitől a hangja a szokásosnál halkabb. Ujjai között nincs úszóhártya, ujjai végén apró korongok vannak.

## Életmódja
A szaporodást tavasztól nyárig tartó időszakban észlelték. A nőstény a petéket kis csomókban, a vízfelszín alatti sziklákhoz tapasztja. Az ebihalak jellemzően 3 cm hosszúak és sötétbarna színűek. Gyakran maradnak a víztestek alján, és szájszerveikkel a sziklákhoz tapadnak, hogy az áramló víz ne sodorja el őket. Nem ismert, hogy mennyi idő alatt fejlődnek békává.

## Természetvédelmi helyzete
A vörös lista a kihalt fajok között tartja nyilván. A faj eltűnésének okai továbbra is ismeretlenek. A Rheobatrachus silus fajhoz hasonlóan a Taudactylus diurnus által elfoglalt vízgyűjtő területeken is történt fakitermelés, azonban a fakitermelésnek a fajra gyakorolt hatását nem vizsgálták. A faj élőhelyét jelenleg elvadult sertések, inváziós gyomfajok (különösen a Conoclinium fajok), valamint a folyók felső szakaszának megzavarása következtében megváltozott patakáramlás és vízminőségromlás veszélyezteti.